# In limine litis
In limine litis, alla lettera  al limite della lite, è una espressione latina che significa 'prima che s’inizi la lite'. Viene adoperata riguardo al diritto processuale, per indicare un momento preliminare al processo.
Spesso viene anche usata - non senza forzatura rispetto al significato letterale latino - per indicare l'ultimo momento utile consentito per il compimento di atti processuali.